# Vicinie della Valcamonica
(Gregorio Brunelli, «Curiosi trattenimenti contenenti ragguagli sacri e profani dei popoli camuni», 1698)
Le Vicinie della Valcamonica furono un'istituzione socio-politico-amministrativa medievale. I Vicini (Visì in dialetto camuno) sono conosciuti anche come Vicini et Consortes (vicini e consorziati) od Antichi Originari (Antichi Originarj), contrapposti ai Nuovi Originari.
Il termine Terrazzani è riferito ancora ai vicini, soprattutto a partire dal XV secolo. Questa parola indicava coloro che avevano bonificato il terreno montuoso costruendo dei terrazzamenti.

## Storia
Si suppone che le Vicinie si siano sviluppate dopo la caduta dell'Impero romano d'Occidente, a partire dalla gestione dei compascua, Bona comunalia o vicinalia, i campi e boschi comuni marginali all'abitato in uso a beneficio di tutti, sebbene nulla vieti di pensare ad istituzioni molto più antiche, forse anche preistoriche.
Con l'arrivo dei Longobardi in Val Camonica viene assimilato dalle popolazioni locali l'uso della fara, un tipico insediamento di clan familiari germanici, che gestivano in comunità un particolare territorio assegnatogli.
La prima notizia della loro esistenza è segnalata nella contesa del monte Negrino tra gli abitanti di Borno e quelli della Val di Scalve il 12 novembre 1018: XXIV buoni homines de Burno (...) testimoni ed assistenti ai giudizi cittadini e rappresentanti gli abitanti (vicini et consortes) di Borno.
Facevano parte della vicinia i capifamiglia (capifuoco) delle famiglie originarie del paese con più di 25 anni.
Tra gli abitanti Originari sorgevano due gruppi: i facientes focum, che non avevano nulla di proprio, e i facientes aestimum, con proprietà privata; entrambi avevano comunque potere deliberativo.
Ne erano esclusi i nobili, gli ecclesiastici, gli stranieri e perfino le famiglie "immigrate" dai paesi vicini.
Soltanto nel 1764, con deliberazione del governo veneto il foresto sarà ammesso tra gli originari, se aveva almeno 50 anni di residenza in loco (poi ridotti a 20).
Le vicinie saranno abolite da Napoleone col decreto italico del 25 novembre 1806 e sostituite dalle amministrazioni comunali.
I Bona comunalia vennero incamerati dai comuni. Una parte di questi beni, quelli relativi a legati testamentari per opere di carità o di utilità sociale (per esempio: distribuzione pubblica del sale, mantenimento di sacerdoti, mantenimento di maestri, ecc.) furono gestiti dagli enti comunali preposti: prima le congregazioni di carità, poi gli enti comunali di assistenza (ECA).
È tuttavia da precisare che, in alcuni casi, i comunalia non furono incamerati dai comuni, bensì passarono in proprietà a vere e proprie società "per azioni" ante litteram (aperte, cioè, a chiunque acquistasse le relative quote sociali, misurate in carati). Allo stato attuale delle conoscenze, non è chiaro perché ciò sia avvenuto in alcuni casi e non in altri: l'ipotesi più ragionevole è che tali vicinie abbiano adottato la nuova forma societaria durante il breve periodo che intercorse fra la proclamazione della Repubblica Cisalpina (1797) e la sopracitata legge napoleonica. Alcune di queste società esistono tuttora e funzionano secondo gli antichi statuti, per esempio la "Società Monte Pizzone Antichi Originari" di Monti di Rogno (statuto del 1799), che possiede beni immobili e diritti di sfruttamento sui territori boschivi del Monte Pizzone in comune di Rogno.
In altri casi, come Cedegolo si segnalano numerose vertenze fra le autorità civili che volevano indemaniare i beni, e gli originari, che pretendevano di mantenerne il possesso.
Agli inizi del Novecento una sentenza del tribunale di Breno (1904) riconobbe nuovamente la personalità giuridica delle associazioni di abitanti dette vicinie. Ciò diede la possibilità a varie vicinie di ricostituirsi nel tempo, ottenendo in restituzione i beni dai comuni. Il fenomeno della ricostituzione è proseguito dai primi anni del XX secolo ai nostri giorni. È tuttavia da osservare che i nuovi enti "vicinia" non hanno più alcuna funzione politica e amministrativa, ma sono stati ricostituiti solo per gestire in modo diretto i legati testamentari o i beni legati a fini di utilità sociale. Ciò accadde, in particolare, per le vicinie aventi scopo di mantenere sacerdoti (parroci, cappellani, ecc.): un esempio è la Vicinia di Bessimo, il cui scopo originario principale era l'amministrazione del beneficio per il sostentamento del curato di Bessimo.
In pochi casi, dopo la soppressione degli enti ECA (anni '70) si ricostituirono anche vicinie per perpetuare la distribuzione pubblica del sale. Un esempio di questo ente si ritrova nell'attuale Vicinia di Rogno per la dispensa del sale agli antichi originari, vicinia che amministra i beni (immobili, enfiteusi, livelli) e distribuisce parte dei proventi ogni anno sotto forma di sale ai propri membri, che sono di diritto i soli capifamiglia maschi portanti tre precisi cognomi, e residenti in Rogno e Bessimo Inferiore.
È infine da menzionare che il 29 luglio 1986, con un decreto del Ministero dell'Interno, quello che rimaneva delle vicinie aventi come fine principale (anche non unico) il mantenimento di sacerdoti, venne incamerato nell'Istituto del Sostentamento al Clero della Diocesi di Brescia. 
A seguito di quest'atto molte vicinie camune si risvegliarono, opponendosi all'atto: sedici Vicinie furono cancellate dall'IDSC il 6 settembre 1988:

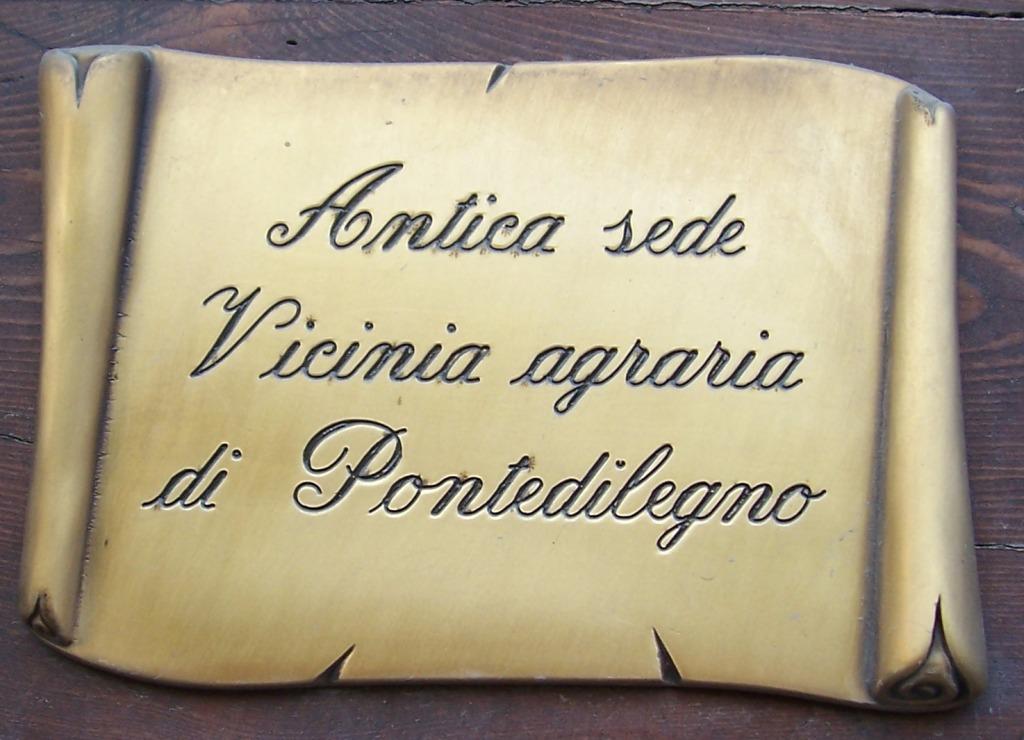
Antica sede Vicinia agraria di Ponte di Legno

- 1) Vicinia della terra di Bessimo Superiore;
- 2) Vicinia di Doverio;
- 3) Vicinia di Lombro;
- 4) Vicinia di Ronco;
- 5) Vicinia di Bessimo;
- 6) Vicinia di Corna;
- 7) Vicinia di Vico;
- 8) Vicinia di Ossimo Inferiore;
- 9) Vicinia di Ponte di Legno;
- 10) Vicinia di Terra di Precasaglio;
- 11) Vicinia di Pezzo;

- 12) Vicinia di Stadolina;
- 13) Vicinia di Grano;
- 14) Vicinia di Vione;
- 15) Vicinia di Canè;
- 16) Vicinia di Mù.

## L'assemblea
L'assemblea della vicinia si riuniva dalle cinque alle sei volte all'anno.
Era solitamente convocata tramite il suono delle campane oppure quello della tabula pulsata (una specie di tamburo). Era valida se vi era la partecipazione dei due terzi (o della maggioranza) dei vicini.
Il luogo dell'incontro era solitamente un portico oppure un edificio comunale; nella bella stagione anche una spianata od un quadrivio in aperta campagna.
Si iniziava con l'invocazione a Dio, a volte anche con una messa, e poi si discuteva di diversi argomenti, solitamente:
- l'uso civico dei pascoli e degli alpeggi;
- lo sfruttamento delle miniere;
- le prestazioni gratuite per la manutenzione di strade, rifacimento di argini, di ponti, etc;
- il taglio dei boschi per la legna da ardere o del legname per uso domestico onde ricavarne prati o pascoli;
- l'usufrutto di beni indivisi per antica tradizione o accordi orali;
- multe per danni arrecati dal bestiame incustodito e tasse da corrispondere a tutti per il bene comune;
- elezione di personale addetto ai servizi pubblici.

Le votazioni avvenivano con delle balòte, palline, bianche per il voto positivo, nere per quello negativo.
La partecipazione era inizialmente obbligatoria, tanto che chi non era presente veniva multato; erano però giustificati gli anziani e gli infermi.
Allo stesso modo erano multati pesantemente coloro che, scelti dalla votazione, si rifiutavano di assumere la carica.
Era fatto divieto di portare alla vicinia armi, bastoni e qualsivoglia oggetto atto ad offendere.
Tra gli Antichi Originari di Prestine si consideravano teste gli uomini con più di 13 anni, e quelli di età inferiore, comprese le donne, anime.

## Le cariche
Le cariche della vicinia erano molteplici e settoriali:
- i consoli: venivano eletti ogni anno e dovevano garantire il buon funzionamento dell'istituzione;
- i sindaci: dovevano vigilare sull'operato dei consoli;
- i contraddittorii: avevano lo scopo di sostenere sempre la tesi contraria dei consoli, al fine di presentare uno spunto per la dialettica (che altrimenti sarebbe potuta essere dominata dalle persone più istruite);
- il cancelliere: solitamente era un notaio o una persona che sapeva scrivere bene, aveva il compito di redigere gli atti delle sedute e li conservava;
- il camparo: o guardia campestre, vigilava sui frutti dei campi e poteva punire i trasgressori dei regolamenti;
- il saltari: o guardia boschiva, vigilava sui pascoli e sul patrimonio forestale (da saltus, bosco);
- il massaro: tesoriere, raccoglieva le quote della vicinia.

## I boschi "favolati"
Con l'espressione boschi "favolati" (o gazzi) si indicano i boschi in cui era proibito tagliare, raschiare o scortecciare determinate tipologie di piante. Il bosco era protetto perché proteggeva dalle slavine e dalle valanghe ed era ritenuto dalle antiche comunità un bene da difendere contro le speculazioni e le usurpazioni. 
La vicinia si occupava degli aspetti amministrativi ed economici connessi allo sfruttamento dei boschi (paghere). 
Venivano indette “ballottazioni” dalla Vicinia nelle quali i capi famiglia votavano per stabile se un bosco dovesse divenire “favolato” o no. 
Per verificare che le regole previste dagli statuti fossero applicate, ogni anno era nominato dall’assemblea della Vicinia il Saltaro, incaricato della custodia del bosco. 
La vicinia di Saviore, ad esempio, aveva predisposto un sistema di controllo tramite degli scrivani che, una volta eletti, dovevano prestare il “giuramento del Nodaro Comune”. Avevano il compito di nominare delle guardie per il controllo delle paghere indicate. In caso di errore, veniva tolto alla guardia il suo il ruolo per un anno, nel frattempo sarebbe stata sostituita da un’altra in modo da non lasciare incustoditi i boschi.
Per i trasgressori la Vicinia prevedeva delle “pene” (sanzioni), raddoppiate nel caso in cui il fatto si fosse verificato di notte. Solo basandosi su prove certe era possibile segnalare alla Vicinia i trasgressori. Nel caso in cui il fatto fosse stato accertato, i delatori ricevevano metà della somma della “pena” a titolo di ricompensa. 
Erano previste licenze e concessioni per il taglio del legname, nel caso in cui servisse per edificare tetti o pareti, per la costruzione di carri ed attrezzi e per il riscaldamento. 
Nel caso della vicinia di Saviore era necessario recarsi dallo “scrivano delle licenze di paghere”, che indicava distintamente i nomi delle persone titolari delle licenze, e i luoghi in cui era possibile apportare le modifiche. Lo scrivano venina pagato diversamente in base alla zona in cui lavorava:
- Saviore = 4 lire
- Valle = 2,5 lire
- Ponte = 2 lire

Esempi favole tratte dallo Statuto di Vione: 
- In Valuselle non si possono tagliare, far tagliare, scortecciare o raschiare i larici. Per ogni larice tagliato la pena era di 28 lire.

Per ogni carga la pena era di 7 lire. 
- In Val Pesor è vietato tagliare o far tagliare i larici con pena di 10 lire
- Ai prati di Chigù sono proibite le onie
- Nella valle di Canè è proibito tagliare i boschi per rischio slavina

Esempi favole Statuto di Ponte di Legno: 
- Nel bosco sopra Poia è vietato tagliare o far tagliare larici con pena di 14 lire. Per le piante minute come betulle e maralse 1 lira di pena

- Per la pianta di pezzolo la pena era di 10 lire.

## Gestione e diritti acquisiti
La vicina di solito gestiva il mulino, il torcolo (il torchio), l'hostaria (la taverna), con la possibilità di alloggiare viandanti e fornire loro il vitto, la razzica (segheria) e la prestineria (fornace).
Inoltre provvedeva in caso di bisogno a retribuire l'avvocato, il medico, e il sacrestano che aveva il compito di campanaro (che regolava lo scorrere del tempo col suono delle campane).
Questi sono alcuni diritti acquisiti che possedevano le vicinie e vennero riconosciuti alle autorità comunali con l'abolizione del 1806:
- Jus plantandi: il Comune affidava ai Vicini parte del territorio comunale affinché avessero il diritto di piantarvi castagni e raccoglierne i frutti, dietro pagamento di una piccola tassa.
- Jus legnandi et patusandi: era il diritto di tagliare legna e raccogliere pattume (patùs) nei boschi comunali, sempre osservando determinate regole e pagando una quota.
- Jus stramandi: consisteva nel mettere all'asta ogni autunno il diritto di cospargere con strame le strade del paese: durante l'inverno gli animali e la popolazione riversavano le deiezioni su questo manto, che assorbiva. A primavera il beneficiario ripuliva le strade e concimava i suoi campi.

## I forestieri
Il 7 settembre 1764 il Senato Veneto emette la deliberazione che permette di prendere parte alle deliberazioni della vicinia ai forestieri residenti in un paese da più di 50 anni. Da qui nasce la distinzione tra gli Antichi Originari ed i Nuovi Originari.
Infatti nella vicinia solamente gli Antichi Originari godevano dei diritti civili, al contrario i forestieri erano soggetti solo agli oneri, come il pagamento delle tasse, spesso in forma maggiorata.
Questo documento riporta la deliberazione del Senato Veneto secondo il Libro della Vicinia di Gorzone.
In Brescia 1764 per Giuseppe Pasini stampator camerale
per riguardi gravissimi di Stato e per oggetti di carità e di giustizia verso li amatissimi suoi suditi avendo il Serenissimo Senato stabilito che tutti della Provincia Bresciana siano Originarij o denominati Forestieri debbano fra loro essere in perfetta uguaglianza d'oneri e di benefici ha spinto la sovrana risoluta volontà pubblica nella deliberazione del 7 settembre corrente et alla carica nostra ha commesso di fare che resti invariabilmente adempita, in obedienza per tanto del piblico comando, ordiniamo che la deliberazione suddetta sia stampata et in convenienti numeri di esemplari trasmessa ad ogni e ciascuno Comune della Provincia con preciso debito ad ogni rispettivo Reverendo Parroco che nel primo giorno Festivo e nel ora del magior concorso del Popolo, dal Altare farne lettura e pubblicazione a chiara intelligenza di ogni uno e con debito alli Reggenti di farle affiggere ove occorre a notizia universalem che detti Reggenti col mezzo del loro consiliare libro intitolato Vicinie, nella prima parte dek quale il Cancelliere registrerà di proprio pugno e con tutta la diligenza la deliberazione suddetta come sta e giace ed in seguito vi catalogherà à nome per nome tutti li attuali capi di Famiglie Originarie e del quale catalogo doverà essere consegnata alla copia nostra prefettizia una copia:

che li Reggenti e Cancellieri di ogni comune debbono interamente fare un catalogo esatto di tutti li attuali capi famiglia la di cui permanenza nel Comune si verifichi da almeno cinquanta anni e che in tal corso di tempo abbiano contribuito con esso comune alle fazioni reali e personali, il qual catalogho firmato dalli Reggenti e Canceliere devesi nel termine di otto giorni essere consegnato alle osservazioni della carica per le disposizioni successive e similmente faranno una particolare nota tutte le persone o famiglie che provenute da Stati Esteri si fossero per avventura domiciliate nel Comune; specificando il preciso tempo dello accominciato loro domicilio ed anche questa nota firmata dai Reggenti e Cancelliere dovrà essere nel termine suddetto consegnata alle osservazioni della carica per le occorrenti disposizioni.

Così devesi essere da chiunque eseguita senza immaginabile ritardo in pena della publica indignazione occorrono.
Brescia, li 8 settembre 1764

FRANCESCO GRIMANI CAPITANIO VEL PODESTA'»
( 17 settembre 1764, Libro della Vicinia, Gorzone)